# 오야케 아카하치

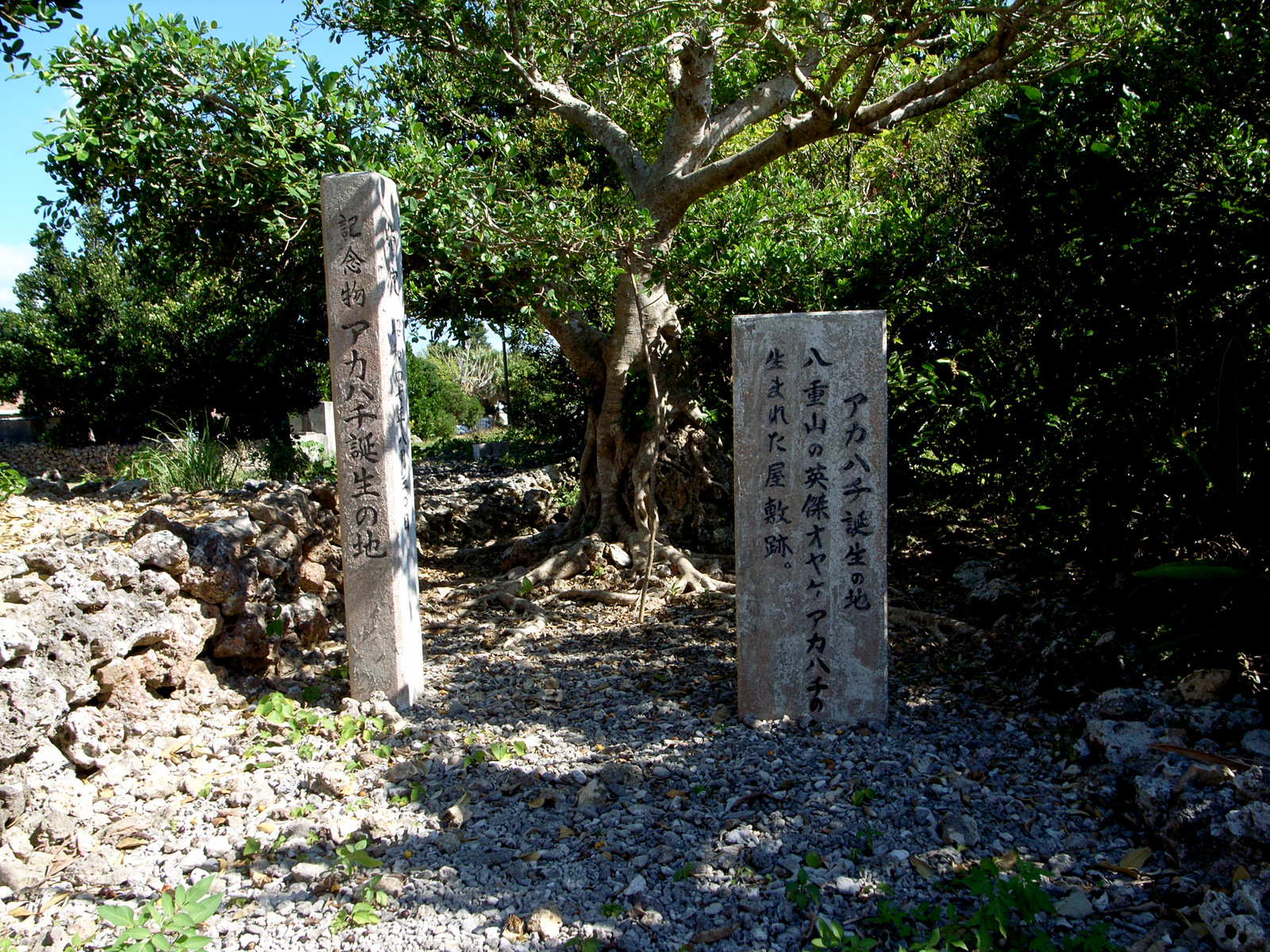
오야케 아카하치 탄생기념비.

오야케 아카하치(オヤケアカハチ、遠弥計赤蜂、於屋計赤蜂)는 야에야마 제도 이시가키섬의 오하마(현재의 이시가키시 오하마)를 근거지로 삼았던 15세기 말의 호족 수령이다. 홍가와라(洪家王, ホンガワラ), 보타케카와(保武川), 호리카와 하라(堀川原), 다모쓰무와(保武瓦)라고도 불린다.
그의 출생지는 하테루마섬이고 어릴 때부터 호걸로서 두각을 드러냈다는 이야기가 있으나 상세는 불명이다. 하테루마섬에 탄생기념비가 있다.
류큐국 중산(中山)왕부(王府) 측의 역사자료(『구양』, 『중산세보』, 『중산세감』)에는 오오하마의 한 호족으로 등장한다. 이 기록들에 따르면 “아내는 이시가키촌의 나아타 우후슈(長田大主)의 누이동생 구이쓰바(古乙姥)다. 오야케 아카하치는 야에야마(八重山)의 수령으로서 도민의 광범위한 지지를 등에 업고 중산에 대한 조공을 2-3년간 끊고, 더 나아가 우리 신민인 미야코를 공격했기 때문에, 1500년 2월 13일  군선 대소 100척, 병사 3,000 명을 보내 토벌하였다”고 한다. 이것이 아카하치의 난이다.
야에야마・미야코의 향토사료들(『충도씨가보정통』, 『장영성가보대종』, 『팔중산도 연래기』))을 취합해 보면, 미야코・야에야마 두 제도는 원래 오키나와섬  중심의 류큐왕국에 속하지 않는, 태평산(大平山)이라는 연합체였다. 그러다 15세기 들어 미야코의 수령 일족인 소라비(空広) 나카소네 투유먀가 중산왕부에 공순하여 류큐의 조공국이 되었고, 야에야마에도 같은 관계가 요구되었다. 이에 대항하여 야에야마가 저항한 것이 아카하치의 난이라는 구도로 이해된다. 이들 향토사료들은 공통적으로 야에야마의 모든 도민이 아카하치를 중심으로 동심(同心)하여 두터운 신뢰를 보냈다고 하며, 아카하치의 난에서는 남녀를 막론하고 도민들이 연안에서 류큐군의 침공에 저항했다고 기록되어 있다.
비록 패배했지만 침공으로부터 야에야마를 지키고자 했던 아카하치는 사키시마 제도의 영웅으로 오늘날까지 전래되어 왔고, 이리키야아마리 신을 모시는 우타키도 이시가키섬에 남아 있어 변함없이 신앙의 대상이 되고 있다.

## 아카하치＝홍길동 설
대한민국의 재야사학계에서는 소설 『홍길동전』의 등장인물 홍길동과 아카하치의 동일인물설을 주장하는 사람들이 있다. 마치 일본의 미나모토노 요시쓰네＝칭기즈 칸설과 비슷한 양상이다. 이 동일인물설에 따라 아카하치가 오키나와현과 남한 사이의 우호행사사업의 소재로 여겨지기도 한다.
그러나 “남쪽의 율도국으로 도망간 의적” 홍길동은 어디까지나 소설에 등장하는 가공인물에 불과하다. 실존인물인 정치깡패 홍길동은 아카하치가 류큐군에게 잡혀 죽은 뒤인 1500년 10월 22일에 체포되었다는 기록이 『조선왕조실록』에 남아 있다.  2001년 5월 4일 장성군에서 “홍길동 국제학술심포지엄”이 개최되어 양국 연구자들이 동일인물설에 대해 논의하였는데, 동일인물설의 근거로 제시된 것은 1500년이라는 시기상의 일치, 후루스토 유적에서 발견된 고려 도자기와 동전 같은 우연적인 것들 뿐이었고, 일본측 연구자들은 홍길동은 “애초에 소설 속 등장인물”이라고 완전히 부정했다. 이 심포지엄의 성격도 진지한 학술행사라기보다는 친선교류행사에 가까웠다.